# Werner-Jakob Korsmeier
Werner-Jakob Korsmeier (* 19. Februar 1931 in Verl; † 17. Juli 2020 in Münster) war ein deutscher Bildhauer, Maler und Künstler.

## Leben
Nach einer fünfjährigen Ausbildung als Bildhauer betätigte sich Korsmeier in zahlreichen Gebieten der Kunst. Er schuf vor allem Skulpturen, Gemälde, Farbfenster und Mosaiken sowie konzipierte Gesamtgestaltungen. In Deutschland und anderen Ländern finden sich zahlreiche seiner Werke im öffentlichen, oft kirchlichen Raum. In den 1970er-Jahren war mit der Ausgestaltung der Klosterkirche St. Antonius in Bad Bentheim-Bardel beauftragt. Er schuf dafür unter anderen ein 50 m² großes Mosaik und ein Kreuzigungsbild. 1987 gewann er den ersten Preis des Wettbewerbs um die künstlerische Gestaltung des Emsland-Kreishauses in Meppen.
Korsmeier wohnte bis zu seinem Tod abwechselnd in Münster-Kinderhaus und Südfrankreich. Er verstarb am 17. Juli 2020 nach kurzer Krankheit.

## Werke
- Brögbern, Christuskirche: Betonglasfenster und künstlerische Gestaltung des Innenraums (1971/72).
- Herne, St. Konrad von Parzham: Innenraumgestaltung mit 50 Einzelarbeiten.
- Lingen, St.-Josef-Kirche: Mosaik der allerheiligsten Dreifaltigkeit.
- Mutterhaus der Katharinenschwestern in Münster: Bronzedenkmal.[3]
- Der Bund Gottes mit den Menschen, Fenster in der Kirche des Katharinenklosters in Münster, und gesamte Raumgestaltung.
- Dreifaltigkeitskirche in Münster: Gesamtgestaltung.
- Krypta der Kathedrale Santo Antônio de Jacutinga in Nova Iguaçu, Brasilien: Architektur und Fenstergestaltung, Gesamtgestaltung.
- Konventskirche Xanten: Gesamtgestaltung, Fenster.
- Franziskushospital Münster: Franziskusrelief, Bronze.

## Ausstellungen
- 1979: Katholische Akademie Schwerte
- 1980: Europäischer Skulpturenpark, Willebadessen
- 1981: Foyer des Großen Hauses der Städtischen Bühnen Münster: Skulpturen, Plastiken, Gemälde
- 1991: Volksbank-Zentrale, Münster: Große Retrospektive, Skulpturen, Plastiken, Gemälde
- 1985: Bildhauergruppe Münster, Tecklenburg
- 2006: Haus der Niederlande in Münster: Kleine Retrospektive